# Petalium alaseriatum
Petalium alaseriatum là một loài bọ cánh cứng thuộc họ Ptinidae.